# Mlađan Dinkić

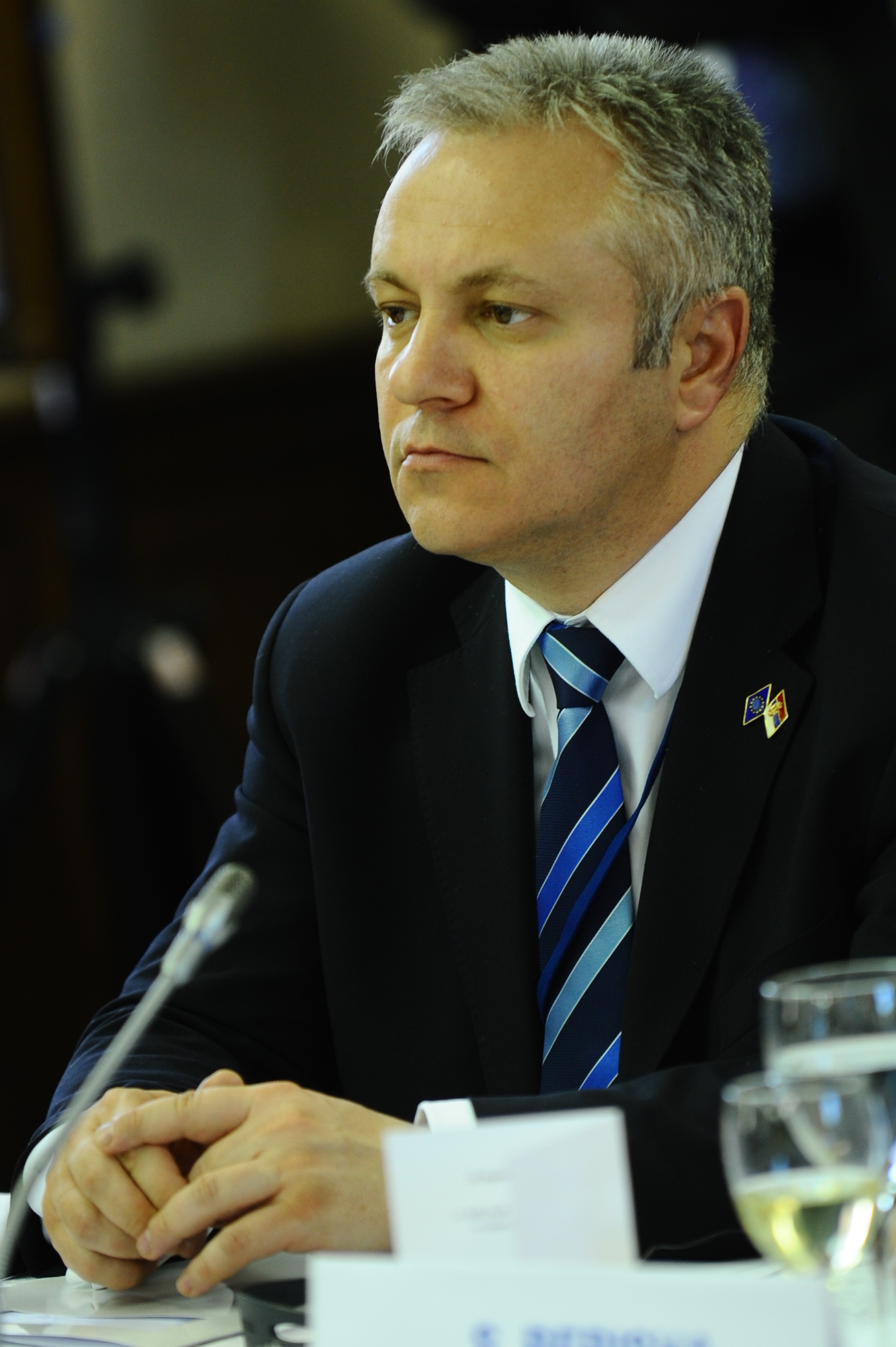
Porträt Dinkićs

Mlađan Dinkić (serbisch-kyrillisch Млађан Динкић; * 20. Dezember 1964 in Belgrad) ist ein serbischer Politiker und bis 2013 Minister für Wirtschaft und regionale Entwicklung.
Von 2004 bis 2006 war er Finanzminister Serbiens und zwischen 2000 und 2003 Gouverneur der serbischen Nationalbank.
Er schloss 1983 das Gymnasium Deveta beogradska gimnazija „Mihailo Petrović-Alas“ in Belgrad ab. 1993 beendete er ein Studium an der Wirtschaftswissenschaftlichen Fakultät der Universität Belgrad als Magister. Dort war er auch bis 2000 als Assistent im Bereich Theorie und Planung ökonomischer Entwicklung tätig.
Er ist seit 2006 Präsident der Partei G17 Plus und war zwischen 2007 und 2013 Minister für Wirtschaft und regionale Entwicklung.
2006 erhielt er vom Magazin Euro Money den Preis Finanzminister des Jahres 2006.